# Paganese Calcio 1926 2020-2021
Questa voce raccoglie le informazioni riguardanti la Paganese Calcio 1926 nelle competizioni ufficiali della stagione 2020-2021.

## Divise e sponsor
Lo sponsor tecnico per la stagione 2020-2021 è Givova. Lo sponsor di maglia è Agrovo.
| Casa | Trasferta | Terza divisa |

## Rosa
| N. |                    | Ruolo | Calciatore                  |
| -- | ------------------ | ----- | --------------------------- |
| 1  | Italia (bandiera)  | P     | Matteo Campani              |
| 2  | Italia (bandiera)  | D     | Giuseppe Esposito           |
| 3  | Italia (bandiera)  | D     | Tommaso Squillace           |
| 4  | Italia (bandiera)  | D     | Edoardo Sbampato            |
| 5  | Italia (bandiera)  | D     | Simone Mattia               |
| 6  | Italia (bandiera)  | C     | Fabrizio Bramati            |
| 7  | Italia (bandiera)  | C     | Danilo Gaeta                |
| 8  | Italia (bandiera)  | C     | Angelo Bonavolontà          |
| 9  | Italia (bandiera)  | A     | Andrea Isufaj               |
| 10 | Italia (bandiera)  | A     | Francesco Scarpa (capitano) |
| 11 | Senegal (bandiera) | A     | Abou Diop                   |
| 12 | Italia (bandiera)  | P     | Nicola Bovenzi              |
| 13 | Italia (bandiera)  | D     | Riccardo Perazzolo          |
| 14 | Italia (bandiera)  | D     | Giulio Carotenuto           |
| 15 | Italia (bandiera)  | D     | Marcello Di Palma           |
| 16 | Romania (bandiera) | C     | Daniel Onescu               |
| 17 | Italia (bandiera)  | A     | Salvatore Costagliola       |

| N. |                   | Ruolo | Calciatore           |
| -- | ----------------- | ----- | -------------------- |
| 18 | Italia (bandiera) | A     | Ettore Mendicino     |
| 19 | Italia (bandiera) | C     | Alessio Benedetti    |
| 20 | Italia (bandiera) | D     | Emanuele Cigagna     |
| 21 | Italia (bandiera) | D     | Ciro Sirignano       |
| 22 | Italia (bandiera) | P     | Leonardo Fasan       |
| 23 | Italia (bandiera) | D     | Marco Schiavino      |
| 24 | Italia (bandiera) | C     | Alessandro Criscuolo |
| 25 | Italia (bandiera) | A     | Christian Cesaretti  |
| 25 | Italia (bandiera) | D     | Francesco Cernuto    |
| 26 | Italia (bandiera) | A     | Giuseppe Guadagni    |
| 27 | Italia (bandiera) | D     | Alessandro Curci     |
| 28 | Italia (bandiera) | C     | Stefano Antezza      |
| 29 | Italia (bandiera) | C     | Giovanni Volpicelli  |
| 30 | Italia (bandiera) | P     | Paolo Baiocco        |
| 32 | Italia (bandiera) | A     | Simone Raffini       |
| 33 | Italia (bandiera) | D     | Matteo Zanini        |

## Calciomercato

### Sessione estiva(dal 01/09 al 05/10)
| Acquisti | Acquisti            | Acquisti         | Acquisti      |
| R.       | Nome                | da               | Modalità      |
| -------- | ------------------- | ---------------- | ------------- |
| P        | Dario Anatrella     | Nola             | fine prestito |
| P        | Mario Cappa         | Audace Cerignola | fine prestito |
| P        | Leonardo Fasan      | Sicula Leonzio   | svincolato    |
| D        | Alessandro Curci    | Caronnese        | definitivo    |
| D        | Emanuele Cigagna    | Venezia          | prestito      |
| D        | Giuseppe Esposito   | Frosinone        | definitivo    |
| D        | Riccardo Perazzolo  | Pisa             | prestito      |
| D        | Ciro Sirignano      | Virtus Verona    | svincolato    |
| D        | Tommaso Squillace   |                  | svincolato    |
| C        | Alessio Benedetti   | Gubbio           | svincolato    |
| C        | Daniel Onescu       | Virtus Verona    | svincolato    |
| A        | Christian Cesaretti | Cavese           | definitivo    |
| A        | Andrea Isufaj       | Chievo           | svincolato    |
| A        | Ettore Mendicino    | Rimini           | svincolato    |

| Cessioni | Cessioni            | Cessioni         | Cessioni      |
| R.       | Nome                | a                | Modalità      |
| -------- | ------------------- | ---------------- | ------------- |
| P        | Dario Anatrella     | Fidelis Andria   | prestito      |
| P        | Paolo Baiocco       | Perugia          | svincolato    |
| P        | Mario Cappa         | Nocerina         | svincolato    |
| D        | Piersilvio Acampora | Audace Cerignola | svincolato    |
| D        | Adriano Cavucci     | Gozzano          | prestito      |
| D        | Aniello Panariello  | Lucchese         | svincolato    |
| D        | Matteo Perri        | Ravenna          | definitivo    |
| D        | Mariano Stendardo   | Giugliano        | svincolato    |
| C        | Cristian Caccetta   |                  | svincolato    |
| C        | Giorgio Capece      | Bitonto          | svincolato    |
| A        | Thomas Alberti      | Pisa             | fine prestito |
| A        | Caetano Calil       |                  | svincolato    |
| A        | Antonino Musso      | Salernitana      | fine prestito |

### Sessione invernale(dal 04/01 al 01/02)
| Acquisti | Acquisti            | Acquisti    | Acquisti   |
| R.       | Nome                | da          | Modalità   |
| -------- | ------------------- | ----------- | ---------- |
| P        | Paolo Baiocco       | Perugia     | svincolato |
| D        | Francesco Cernuto   | Triestina   | definitivo |
| D        | Matteo Zanini       | Reggiana    | definitivo |
| C        | Stefano Antezza     | Viterbese   | definitivo |
| C        | Giovanni Volpicelli | Juve Stabia | definitivo |
| A        | Simone Raffini      | Fermana     | prestito   |

| Cessioni | Cessioni            | Cessioni | Cessioni   |
| R.       | Nome                | a        | Modalità   |
| -------- | ------------------- | -------- | ---------- |
| C        | Alessio Benedetti   | Ravenna  | definitivo |
| A        | Christian Cesaretti | Ravenna  | definitivo |
| A        | Giuseppe De Biase   | Paganese | prestito   |
| A        | Andrea Isufaj       |          | svincolato |

## Risultati

### Serie C

#### Girone di andata
| Arbitro: | Perenzoni (Rovereto) |

|             |           |                     |
| Claiton 87’ | Marcatori | 15’ (rig.) Guadagni |

| Arbitro: | Vigile (Cosenza) |

|  |           |                                        |
|  | Marcatori | 9’ Vantaggiato 20’ Damian 38’ Falletti |

| Arbitro: | Virgilio (Trapani) |

|           |           |  |
| Verna 57’ | Marcatori |  |

| Pagani 11 ottobre 2020, ore 17:30 CEST 4ª giornata | Paganese          | 0 – 0 referto | Cavese | Stadio Marcello Torre (0 spett.)\| Arbitro: \| Giaccaglia (Jesi) \| |
| Arbitro:                                           | Giaccaglia (Jesi) |               |        |                                                                     |

| Arbitro: | Giordano (Novara) |

|                                                                          |           |                            |
| Laaribi 11’ Statella 19’ Spina 51’ Pugliese 59’ (rig.) Parigi 90’ (rig.) | Marcatori | 57’ (rig.) Diop 75’ Scarpa |

| Pagani 21 ottobre 2020, ore 15:00 CEST 6ª giornata | Paganese           | 0 – 0 referto | Virtus Francavilla | Stadio Marcello Torre (200 spett.)\| Arbitro: \| Petrella (Viterbo) \| |
| Arbitro:                                           | Petrella (Viterbo) |               |                    |                                                                        |

| Arbitro: | Kumara (Verona) |

|  |           |                                       |
|  | Marcatori | 10’ Diop 20’ Sbampato 85’ Bonavolontà |

| Arbitro: | Galipò (Firenze) |

|              |           |                |
| Guadagni 56’ | Marcatori | 22’, 90’ Ilari |

| Arbitro: | Costanza (Agrigento) |

|  |           |                     |
|  | Marcatori | 76’ (rig.) Guadagni |

| Arbitro: | Cosso (Reggio Calabria) |

|                 |           |          |
| Diop 43’ (rig.) | Marcatori | 70’ Aloi |

| Arbitro: | Natilla (Molfetta) |

|                        |           |               |
| Rauti 11’ Saraniti 33’ | Marcatori | 51’ Schiavino |

| Arbitro: | Turrini (Firenze) |

|          |           |           |
| Diop 23’ | Marcatori | 88’ Musso |

| Arbitro: | Longo (Paola) |

|            |           |               |
| Romero 12’ | Marcatori | 38’ Mendicino |

| Arbitro: | Rutella (Enna) |

|  |           |              |
|  | Marcatori | 33’ Montalto |

| 13 dicembre 2020 15ª giornata |  | – (turno di riposo) |  |  |

| Arbitro: | Giaccaglia (Jesi) |

|  |           |                                       |
|  | Marcatori | 50’ Paolucci 56’ Lombardo 90’ Santoro |

| Arbitro: | Scatena (Avezzano) |

|               |           |                                       |
| Schiavino 43’ | Marcatori | 4’, 27’ D'Andrea 51’ Curcio 71’ Rocca |

| Arbitro: | Di Marco (Ciampino) |

|          |           |  |
| Ricci 5’ | Marcatori |  |

| Arbitro: | Nicolini (Brescia) |

|                |           |                                     |
| Diop 7’ (rig.) | Marcatori | 57’ Castaldo 70’ Cuppone 72’ Icardi |

#### Girone di ritorno
| Pagani 24 febbraio 2021, ore 14:30 CET 20ª giornata | Paganese       | 0 – 0 referto | Catania | Stadio Marcello Torre (0 spett.)\| Arbitro: \| Colombo (Como) \| |
| Arbitro:                                            | Colombo (Como) |               |         |                                                                  |

| Arbitro: | Virgilio (Trapani) |

|                                                     |           |               |
| Partipilo 9’ Falletti 27’ (rig.) Antezza 52’ (aut.) | Marcatori | 46’ Cesaretti |

| Arbitro: | Calzavara (Varese) |

|             |           |  |
| Raffini 46’ | Marcatori |  |

| Arbitro: | Carella (Bari) |

|            |           |  |
| Gerardi 3’ | Marcatori |  |

| Arbitro: | Zucchetti (Foligno) |

|                               |           |             |
| Squillace 49’ Diop 54’ (rig.) | Marcatori | 48’ Plescia |

| Francavilla Fontana 17 febbraio 2021, ore 15:00 CET 25ª giornata | Virtus Francavilla | 0 – 0 referto | Paganese | Stadio Giovanni Paolo II (0 spett.)\| Arbitro: \| Frascaro (Firenze) \| |
| Arbitro:                                                         | Frascaro (Firenze) |               |          |                                                                         |

| Arbitro: | Saia (Palermo) |

|                       |           |  |
| Diop 35’ Guadagni 71’ | Marcatori |  |

| Arbitro: | Cherchi (Carbonia) |

|                       |           |  |
| Ilari 18’ Bombagi 27’ | Marcatori |  |

| Arbitro: | Rinaldi (Bassano del Grappa) |

|                |           |           |
| Diop 9’ (rig.) | Marcatori | 38’ Besea |

| Arbitro: | Petrella (Viterbo) |

|                             |           |  |
| Maniero 78’ (rig.) Aloi 84’ | Marcatori |  |

| Arbitro: | Panettella (Gallarate) |

|  |           |              |
|  | Marcatori | 60’ Floriano |

| Arbitro: | Pashuku (Albano Laziale) |

|  |           |               |
|  | Marcatori | 26’ Squillace |

| Arbitro: | De Tommaso (Rimini) |

|          |           |                              |
| Diop 29’ | Marcatori | 17’ Marotta 47’, 52’ Caldore |

| Arbitro: | Caldera (Como) |

|                       |           |  |
| Bianco 20’ D'Ursi 59’ | Marcatori |  |

| 3 aprile 2021 34ª giornata |  | – (turno di riposo) |  |  |

| Arbitro: | Giordano (Novara) |

|                                       |           |                 |
| Guiebre 11’ Piccinni 32’ De Paoli 54’ | Marcatori | 43’ (rig.) Diop |

| Arbitro: | Frascaro (Firenze) |

|  |           |               |
|  | Marcatori | 81’ Mendicino |

| Pagani 25 aprile 2021, ore 17:30 CEST 37ª giornata | Paganese         | 0 – 0 referto | Potenza | Stadio Marcello Torre (0 spett.)\| Arbitro: \| Luciani (Roma 1) \| |
| Arbitro:                                           | Luciani (Roma 1) |               |         |                                                                    |

| Arbitro: | Moriconi (Roma 2) |

|             |           |              |
| Pacilli 11’ | Marcatori | 39’ Guadagni |

#### Play-out
| Arbitro: | Vigile (Cosenza) |

|                       |           |          |
| Makota 15’ Priola 36’ | Marcatori | 66’ Diop |

| Arbitro: | Colombo (Como) |

|                                   |           |                         |
| Mattia 47’ Diop 84’ (rig.), 90+7’ | Marcatori | 67’ Rocco 90+2’ Zagaria |

## Statistiche

### Statistiche di squadra
| Competizione | Punti | In casa | In casa | In casa | In casa | In casa | In casa | In trasferta | In trasferta | In trasferta | In trasferta | In trasferta | In trasferta | Totale | Totale | Totale | Totale | Totale | Totale | D.R. |
| Competizione | Punti | G       | V       | N       | P       | Gf      | Gs      | G            | V            | N            | P            | Gf           | Gs           | G      | V      | N      | P      | Gf     | Gs     | D.R. |
| ------------ | ----- | ------- | ------- | ------- | ------- | ------- | ------- | ------------ | ------------ | ------------ | ------------ | ------------ | ------------ | ------ | ------ | ------ | ------ | ------ | ------ | ---- |
| Serie C      | 32    | 18      | 3       | 7       | 8       | 12      | 24      | 18           | 4            | 4            | 10           | 14           | 25           | 36     | 7      | 11     | 18     | 26     | 49     | -23  |

### Andamento in campionato
| Giornata  | 1 | 2  | 3  | 4  | 5  | 6  | 7  | 8  | 9  | 10 | 11 | 12 | 13 | 14 | 15 | 16 | 17 | 18 | 19 | 20 | 21 | 22 | 23 | 24 | 25 | 26 | 27 | 28 | 29 | 30 | 31 | 32 | 33 | 34 | 35 | 36 | 37 | 38 |
| --------- | - | -- | -- | -- | -- | -- | -- | -- | -- | -- | -- | -- | -- | -- | -- | -- | -- | -- | -- | -- | -- | -- | -- | -- | -- | -- | -- | -- | -- | -- | -- | -- | -- | -- | -- | -- | -- | -- |
| Luogo     | T | C  | T  | C  | T  | C  | T  | C  | T  | C  | T  | C  | T  | C  | –  | C  | C  | T  | C  | C  | T  | C  | T  | C  | T  | C  | T  | C  | T  | C  | T  | C  | T  | –  | T  | T  | C  | T  |
| Risultato | N | P  | P  | N  | P  | N  | V  | P  | V  | N  | P  | N  | N  | P  | –  | P  | P  | P  | P  | N  | P  | V  | P  | V  | N  | V  | P  | N  | P  | P  | V  | P  | P  | –  | P  | V  | N  | N  |
| Posizione | 6 | 12 | 16 | 14 | 16 | 16 | 13 | 15 | 12 | 9  | 12 | 13 | 13 | 14 | 14 | 15 | 17 | 18 | 18 | 16 | 19 | 18 | 19 | 16 | 18 | 16 | 16 | 17 | 17 | 18 | 17 | 17 | 17 | 17 | 17 | 17 | 17 | 17 |

Legenda:

Luogo: C = Casa; T = Trasferta. Risultato: V = Vittoria; N = Pareggio; P = Sconfitta.